# مجلة اليهوديات الأمريكيات
وصفت مجلة اليهوديات الأمريكيات (1895-1899) نفسها بأنها «المجلة الوحيدة في العالم المُكرسة لمصالح النساء اليهوديات.» تعتبر تلك المجلة أول مجلة منشورة باللغة الإنجليزية تستهدف النساء الأميركيات اليهوديات، وتغطي مجموعة من المواضيع المثيرة التي تراوحت بين مكان المرأة في الكنيس وما إذا كان على النساء ركوب الدراجات الهوائية. كما كانت المجلة بمثابة ذراع الدعاية للمجلس الوطني للنساء اليهوديات الذي أُنشئ حديثًا.

## تاريخ المجلة
قامت روزا سونيشين (1847-1932)، وهي امرأة مغامِرة من سانت لويس، قامت بتأسيس وتحرير المجلة. قامت المجلة اليهوديات الأمريكيات بطرح النقد المستمر الأول من قِبَل النساء اليهوديات حول عدم المساواة بين الجنسين في العبادة اليهودية والحياة المجتمعية.
حصلت سونيشين على دعم للمجلة من خلال مؤتمر النساء اليهوديات في المعرض الكولومبي العالمي في شيكاغوفي عام 1893. صدر العدد الأول في أبريل عام 1895. ولأن المجلة بدأت تعاني من الناحية المالية في عام 1898، باعت سونيشين المجلة، ولكنها احتفظت بحق التحرير بالمجلة. لم تنقذ هذه الخطوة المجلة وطُبع العدد الأخير في أغسطس عام 1899.

## عبر الإنترنت
تم تجميع الدوريات وترقيمها عبر الإنترنت من قبل مركز المكتبة الرقمية على الإنترنت OCLC في شكل نسخ محفوظة من أرشيف النساء اليهوديات بكلية المعهد اليهودي للدين اليهودي التابع لكلية الاتحاد العبري، وفي مكتبات جامعة برانديز ومكتبة الكونغرس. يتم بث النسخة الإلكترونية من المجلة من جامعة ميتشيغان.

## روابط خارجية
- All issues – from the جامعة ميشيغان Digital Library Production Service